# Grande Prêmio do Catar de 2021
O Grande Prêmio do Catar de 2021 foi a vigésima etapa da temporada de 2021 da Fórmula 1. Foi disputado em 21 de novembro de 2021 no Circuito Internacional de Lusail, em Lusail, Catar.
Fernando Alonso voltou a conquistar o pódio na Fórmula 1 desde o Grande Prêmio da Hungria de 2014. Foram sete anos e quatro meses (2674 dias).

## Relatório

### Antecedentes
A Fórmula 1 confirmou que o Circuito Internacional de Lusail, no Catar, sediará a 20ª etapa do campeonato de 2021 em 21 de novembro, uma semana depois do Grande Prêmio de São Paulo. Será a primeira vez que o local, que recebe a MotoGP desde 2004, terá uma prova da categoria. Além disso, a Fórmula 1 também firmou um contrato de dez anos com o país, válido a partir de 2023. A data estava inicialmente prevista para receber o Grande Prêmio da Austrália, mas a corrida foi cancelada pelo segundo ano consecutivo devido à pandemia de COVID-19 e, desde então, permaneceu vaga na espera do anúncio de uma nova sede.

### Limites da Pista
Os limites de pista serão monitorados em todas as curvas do circuito, com mais atenção para três delas: a 2, a 7 e a 16.

## Pneus
| Nome do composto | Cor | Banda de rolamento | Condições de Tempo | Dry Type                           | Aderência       | Longevidade   |
| ---------------- | --- | ------------------ | ------------------ | ---------------------------------- | --------------- | ------------- |
| Macio (C4)       |     | Slick (P Zero)     | Seco               | Soft                               | Mais aderência  | Menos durável |
| Médio (C3)       |     | Slick (P Zero)     | Seco               | Medium                             | Médio           | Médio         |
| Duro (C2)        |     | Slick (P Zero)     | Seco               | Hard                               | Menos aderência | Mais durável  |
| Intermediário    |     | Sulcos (Cinturato) | Molhado            | Intermediate (água não estagnante) | —               | —             |
| Chuva            |     | Sulcos (Cinturato) | Molhado            | Wet (água estagnante)              | —               | —             |

| Escolhas de Pneus de cada piloto para o GP do Catar: | Escolhas de Pneus de cada piloto para o GP do Catar: | Escolhas de Pneus de cada piloto para o GP do Catar: | Escolhas de Pneus de cada piloto para o GP do Catar: | Escolhas de Pneus de cada piloto para o GP do Catar: | Escolhas de Pneus de cada piloto para o GP do Catar: |
| ---------------------------------------------------- | ---------------------------------------------------- | ---------------------------------------------------- | ---------------------------------------------------- | ---------------------------------------------------- | ---------------------------------------------------- |
| Nº                                                   | Pilotos                                              | Equipe(s)                                            | Duro                                                 | Médio                                                | Macio                                                |
| 44                                                   | Lewis Hamilton                                       | Mercedes                                             |                                                      |                                                      |                                                      |
| 77                                                   | Valtteri Bottas                                      | Mercedes                                             |                                                      |                                                      |                                                      |
| 11                                                   | Sergio Pérez                                         | Red Bull Racing-Honda                                |                                                      |                                                      |                                                      |
| 33                                                   | Max Verstappen                                       | Red Bull Racing-Honda                                |                                                      |                                                      |                                                      |
| 3                                                    | Daniel Ricciardo                                     | McLaren-Mercedes                                     |                                                      |                                                      |                                                      |
| 4                                                    | Lando Norris                                         | McLaren-Mercedes                                     |                                                      |                                                      |                                                      |
| 5                                                    | Sebastian Vettel                                     | Aston Martin-Mercedes                                |                                                      |                                                      |                                                      |
| 18                                                   | Lance Stroll                                         | Aston Martin-Mercedes                                |                                                      |                                                      |                                                      |
| 14                                                   | Fernando Alonso                                      | Alpine-Renault                                       |                                                      |                                                      |                                                      |
| 31                                                   | Esteban Ocon                                         | Alpine-Renault                                       |                                                      |                                                      |                                                      |
| 16                                                   | Charles Leclerc                                      | Ferrari                                              |                                                      |                                                      |                                                      |
| 55                                                   | Carlos Sainz Jr.                                     | Ferrari                                              |                                                      |                                                      |                                                      |
| 10                                                   | Pierre Gasly                                         | AlphaTauri-Honda                                     |                                                      |                                                      |                                                      |
| 22                                                   | Yuki Tsunoda                                         | AlphaTauri-Honda                                     |                                                      |                                                      |                                                      |
| 7                                                    | Kimi Raikkonen                                       | Alfa Romeo-Ferrari                                   |                                                      |                                                      |                                                      |
| 99                                                   | Antonio Giovinazzi                                   | Alfa Romeo-Ferrari                                   |                                                      |                                                      |                                                      |
| 9                                                    | Nikita Mazepin                                       | Haas-Ferrari                                         |                                                      |                                                      |                                                      |
| 47                                                   | Mick Schumacher                                      | Haas-Ferrari                                         |                                                      |                                                      |                                                      |
| 6                                                    | Nicholas Latifi                                      | Williams-Mercedes                                    |                                                      |                                                      |                                                      |
| 63                                                   | George Russell                                       | Williams-Mercedes                                    |                                                      |                                                      |                                                      |

## Resultados

### Treino classificatório
| 1               | 44 | Lewis Hamilton     | Mercedes              | 1:21.901 | 1:21.682 | 1:20.827 | 1  |
| 2               | 33 | Max Verstappen     | Red Bull Racing-Honda | 1:21.996 | 1:21.984 | 1:21.282 | 7  |
| 3               | 77 | Valtteri Bottas    | Mercedes              | 1:22.016 | 1:21.991 | 1:21.478 | 6  |
| 4               | 10 | Pierre Gasly       | AlphaTauri-Honda      | 1:22.535 | 1:21.728 | 1:21.640 | 2  |
| 5               | 14 | Fernando Alonso    | Alpine-Renault        | 1:22.422 | 1:21.894 | 1:21.670 | 3  |
| 6               | 4  | Lando Norris       | McLaren-Mercedes      | 1:22.839 | 1:22.216 | 1:21.731 | 4  |
| 7               | 55 | Carlos Sainz Jr.   | Ferrari               | 1:22.304 | 1:22.241 | 1:21.840 | 5  |
| 8               | 22 | Yuki Tsunoda       | AlphaTauri-Honda      | 1:22.458 | 1:22.058 | 1:21.881 | 8  |
| 9               | 31 | Esteban Ocon       | Alpine-Renault        | 1:22.565 | 1:22.012 | 1:22.028 | 9  |
| 10              | 5  | Sebastian Vettel   | Aston Martin-Mercedes | 1:22.549 | 1:22.146 | 1:22.785 | 10 |
| 11              | 11 | Sergio Pérez       | Red Bull Racing-Honda | 1:22.398 | 1:22.346 | —        | 11 |
| 12              | 18 | Lance Stroll       | Aston Martin-Mercedes | 1:22.551 | 1:22.460 | —        | 12 |
| 13              | 16 | Charles Leclerc    | Ferrari               | 1:22.742 | 1:22.463 | —        | 13 |
| 14              | 3  | Daniel Ricciardo   | McLaren-Mercedes      | 1:22.688 | 1:22.597 | —        | 14 |
| 15              | 63 | George Russell     | Williams-Mercedes     | 1:22.863 | 1:22.756 | —        | 15 |
| 16              | 7  | Kimi Räikkönen     | Alfa Romeo-Ferrari    | 1:23.156 | —        | —        | 16 |
| 17              | 6  | Nicholas Latifi    | Williams-Mercedes     | 1:23.213 | —        | —        | 17 |
| 18              | 99 | Antonio Giovinazzi | Alfa Romeo-Ferrari    | 1:23.262 | —        | —        | 18 |
| 19              | 47 | Mick Schumacher    | Haas-Ferrari          | 1:23.407 | —        | —        | 19 |
| 20              | 9  | Nikita Mazepin     | Haas-Ferrari          | 1:25.859 | —        | —        | 20 |
| Tempo dos 107%: |    |                    |                       |          |          |          |    |
| Fonte:          |    |                    |                       |          |          |          |    |

Notas

### Corrida
| Pos.                                                                               | Nu. | Piloto             | Construtor            | Voltas | Tempo/Retirado | Pit Stop | Pneus                                                          | Grid | Pontos |
| ---------------------------------------------------------------------------------- | --- | ------------------ | --------------------- | ------ | -------------- | -------- | -------------------------------------------------------------- | ---- | ------ |
| 1                                                                                  | 44  | Lewis Hamilton     | Mercedes              | 57     | 1:24:28.471    | 2        | Médio C2 Usado · Duro C1 Novo · Médio C2 Usado                 | 1    | 25     |
| 2                                                                                  | 33  | Max Verstappen     | Red Bull Racing-Honda | 57     | +25.743        | 3        | Médio C2 Usado · Duro C1 Novo · Médio C2 Novo · Macio C3 Usado | 7    | 18+1   |
| 3                                                                                  | 14  | Fernando Alonso    | Alpine-Renault        | 57     | +59.457        | 1        | Macio C3 Usado · Duro C1 Novo                                  | 3    | 15     |
| 4                                                                                  | 11  | Sergio Pérez       | Red Bull Racing-Honda | 57     | +1:02.306      | 2        | Médio C2 Novo · Duro C1 Novo · Médio C2 Usado                  | 11   | 12     |
| 5                                                                                  | 31  | Esteban Ocon       | Alpine-Renault        | 57     | +1:20.570      | 1        | Macio C3 Usado · Duro C1 Novo                                  | 9    | 10     |
| 6                                                                                  | 18  | Lance Stroll       | Aston Martin-Mercedes | 57     | +1:21.274      | 1        | Médio C2 Novo · Duro C1 Novo                                   | 12   | 8      |
| 7                                                                                  | 55  | Carlos Sainz Jr.   | Ferrari               | 57     | +1:21.911      | 1        | Médio C2 Usado · Duro C1 Novo                                  | 5    | 6      |
| 8                                                                                  | 16  | Charles Leclerc    | Ferrari               | 57     | +1:23.126      | 1        | Médio C2 Novo · Duro C1 Novo                                   | 13   | 4      |
| 9                                                                                  | 4   | Lando Norris       | McLaren-Mercedes      | 56     | +1 volta       | 2        | Macio C3 Usado · Duro C1 Novo · Médio C2 Novo                  | 4    | 2      |
| 10                                                                                 | 5   | Sebastian Vettel   | Aston Martin-Mercedes | 56     | +1 volta       | 1        | Macio C3 Usado · Médio C2 Novo                                 | 10   | 1      |
| 11                                                                                 | 10  | Pierre Gasly       | AlphaTauri-Honda      | 56     | +1 volta       | 2        | Macio C3 Usado · Médio C2 Usado · Médio C2 Usado               | 2    |        |
| 12                                                                                 | 3   | Daniel Ricciardo   | McLaren-Mercedes      | 56     | +1 volta       | 1        | Médio C2 Novo · Duro C1 Novo                                   | 14   |        |
| 13                                                                                 | 22  | Yuki Tsunoda       | AlphaTauri-Honda      | 56     | +1 volta       | 2        | Macio C3 Usado · Médio C2 Novo · Duro C1 Novo                  | 8    |        |
| 14                                                                                 | 7   | Kimi Räikkönen     | Alfa Romeo-Ferrari    | 56     | +1 volta       | 2        | Macio C3 Novo · Médio C2 Novo · Duro C1 Novo                   | 16   |        |
| 15                                                                                 | 99  | Antonio Giovinazzi | Alfa Romeo-Ferrari    | 56     | +1 volta       | 2        | Macio C3 Novo · Médio C2 Novo · Médio C2 Novo                  | 18   |        |
| 16                                                                                 | 47  | Mick Schumacher    | Haas-Ferrari          | 56     | +1 volta       | 1        | Macio C3 Usado · Médio C2 Usado                                | 19   |        |
| 17                                                                                 | 63  | George Russell     | Williams-Mercedes     | 55     | +2 voltas      | 2        | Macio C3 Novo · Duro C1 Novo · Macio C3 Usado                  | 15   |        |
| 18                                                                                 | 9   | Nikita Mazepin     | Haas-Ferrari          | 55     | +2 voltas      | 1        | Médio C2 Novo · Macio C3 Usado                                 | 20   |        |
| Ret                                                                                | 6   | Nicholas Latifi    | Williams-Mercedes     | 50     | Furo de pneu   | 1        | Macio C3 Novo · Duro C1 Novo                                   | 17   |        |
| Ret                                                                                | 77  | Valtteri Bottas    | Mercedes              | 48     | Abandonou      | 1        | Médio C2 Usado · Duro C1 Novo                                  | 6    |        |
| Volta mais rápida: Max Verstappen (Red Bull Racing-Honda) – 1:23.196 (na volta 57) |     |                    |                       |        |                |          |                                                                |      |        |
| Fonte:                                                                             |     |                    |                       |        |                |          |                                                                |      |        |

## Curiosidades
- GP de número 900 da equipe McLaren.

## Voltas na liderança
| Nº de Voltas | Piloto         | Voltas |
| ------------ | -------------- | ------ |
| 57           | Lewis Hamilton | 1–57   |

## 2021DHLFastest Pit Stop Award

### Resultado
| 1      | 33 | Max Verstappen     | Red Bull Racing-Honda | 2.19 | 25 |
| 2      | 55 | Carlos Sainz Jr.   | Ferrari               | 2.29 | 18 |
| 3      | 44 | Lewis Hamilton     | Mercedes              | 2.31 | 15 |
| 4      | 3  | Daniel Ricciardo   | McLaren-Mercedes      | 2.32 | 12 |
| 5      | 7  | Kimi Raikkonen     | Alfa Romeo-Ferrari    | 2.35 | 10 |
| 6      | 4  | Lando Norris       | McLaren-Mercedes      | 2.40 | 8  |
| 7      | 99 | Antonio Giovinazzi | Alfa Romeo-Ferrari    | 2.45 | 6  |
| 8      | 16 | Charles Leclerc    | Ferrari               | 2.47 | 4  |
| 9      | 10 | Pierre Gasly       | AlphaTauri-Honda      | 2.48 | 2  |
| 10     | 31 | Esteban Ocon       | Alpine-Renault        | 2.50 | 1  |
| Fonte: |    |                    |                       |      |    |

### Classificação
| Tabela do DHL Fastest Pit Stop Award \| Pos \| Construtor \| Pontos \| \| --- \| --------------------- \| ------ \| \| 1 \| Red Bull Racing-Honda \| 489 \| \| 2 \| Mercedes \| 295 \| \| 3 \| Ferrari \| 235 \| \| 4 \| Aston Martin-Mercedes \| 190 \| \| 5 \| Williams-Mercedes \| 189 \| \| 6 \| Alfa Romeo-Ferrari \| 183 \| \| 7 \| Alpine-Renault \| 131 \| \| 8 \| McLaren-Mercedes \| 121 \| \| 9 \| AlphaTauri-Honda \| 86 \| \| 10 \| Haas-Ferrari \| 1 \| |                       |        |
| Pos | Construtor            | Pontos |
| 1 | Red Bull Racing-Honda | 489    |
| 2 | Mercedes              | 295    |
| 3 | Ferrari               | 235    |
| 4 | Aston Martin-Mercedes | 190    |
| 5 | Williams-Mercedes     | 189    |
| 6 | Alfa Romeo-Ferrari    | 183    |
| 7 | Alpine-Renault        | 131    |
| 8 | McLaren-Mercedes      | 121    |
| 9 | AlphaTauri-Honda      | 86     |
| 10 | Haas-Ferrari          | 1      |

## Tabela do campeonato após a corrida
Somente as cinco primeiras posições estão incluídas nas tabelas.
| Pos | Piloto          | Pontos | Var |
| --- | --------------- | ------ | --- |
| 1   | Max Verstappen  | 351.5  | 0   |
| 2   | Lewis Hamilton  | 343.5  | 0   |
| 3   | Valtteri Bottas | 203    | 0   |
| 4   | Sergio Pérez    | 189    | 0   |
| 5   | Lando Norris    | 153    | 0   |

| Pos | Construtor            | Pontos | Var |
| --- | --------------------- | ------ | --- |
| 1   | Mercedes              | 546.5  | 0   |
| 2   | Red Bull Racing-Honda | 541.5  | 0   |
| 3   | Ferrari               | 297.5  | 0   |
| 4   | McLaren-Mercedes      | 258    | 0   |
| 5   | Alpine-Renault        | 137    | 0   |